# Tilly Söffing
Tilly Söffing (* 13. August 1932 in Apolda; † 29. Mai 2023 in Leipzig) war eine deutsche Tänzerin.

## Leben
Söffing studierte an der Ballettschule Bornhacke-Urlichs in Jena sowie bei Anneliese Uhlen, Marika Besobrasova, Ferenc Pergel, Victor Gsovsky und Ruzena Mazalova. Sie war zu Beginn in Gera, Weimar, Aachen und Augsburg engagiert.
1960 engagierte Aurel von Milloss sie nach Köln. Sie tanzte u. a. „Wandlungen“ 1960, „Die Wiederkehr“ 1962 und „Estro Barbarico“ von Milloss 1963. Maurice Bejarts „Die Reise“ 1962, sowie Bejarts „Sinfonie für einen einsamen Menschen“ wo Bejart aufgrund der Erkrankung von Lothar Höffgen bei der Premiere persönlich tanzte. Zu ihren markantesten Rollen in Köln zählte das Mädchen in Milloss' Version des „Wunderbaren Mandarin“. Gise Furtwänglers „ádame miroire“ kam 1964 und „Tzigane“ 1967.
Nach Milloss’ Weggang arbeitete sie noch eine Saison mit seinem Nachfolger Todd Bolender. 1965 wechselte sie zum Ballett der Deutschen Oper am Rhein unter der Leitung des Choreographen Erich Walter.
Bei Walter tanzte sie bis 1977 in unterschiedlichsten Rollen. Erich Walters Ballette „Kuss der Fee“ 1965, Janaceks Streichquartett Nr. 1 und „Demoiselle elue“ hatten beide 1966 Premiere. In der gleichen Saison interpretierte sie Birgit Cullbergs „Fräulein Julie“ mit Peter Breuer an ihrer Seite, die gute Fee in Walters „Cinderella“ sowie Walters „Menagerie“ 1968. Außerdem bewies sie sich als Jazztänzerin – auf Spitze – in der Mischchoreografie von Walter und Walter Nicks, bei dem sie Jazztanz studiert hatte. In Düsseldorf-Duisburg tanzte sie zahlreiche Rollen: „Gravité“, die Clorinda in Walters „Zweikampf“ von Monteverdi, aber vor allem ihre Rolle in Erich Walters „Sacre du printemps“ mit Heinrich Wendel als Bühnenbildner. Ihr Repertoire in Düsseldorf-Duisburg ging durch die ganze Balletthistorie von Massines „Dreispitz“ 1974 über Nijinskas „Les Biches“, der „Myrtha“ in Walters „Giselle“ bis zu „Roi Ubu“, einem Bravourstück in Rollengestaltung.
Im Jahr 1968 war sie auf einer großen Lateinamerikatournee mit dem Rheinopernballett. Internationale Auftritte hatte sie ebenfalls auf Tourneen des Goethe-Instituts. Beim Maggio Musicale in Florenz tanzte sie im „Wunderbaren Mandarin“ von Milloss.
Für das Fernsehen wurde sowohl Erich Walters „Janacek“ wie auch seine Koproduktion mit Walter Nicks aufgezeichnet. Ebenso Bejarts „Sinfonie für einen einsamen Menschen“ und Sparembleks Inszenierung „Die sieben Todsünden“, mit Gisela May und „Kassandra“ in der Choreographie von Helmut Baumann.1971. Im selben Jahr war sie Solistin in Hans van Manens Ballett „Keep going“, das erste Ballett von van Manen für ein deutsches Ensemble geschaffen, der Ballettcompagnie der Rheinoper. Jochen Ulrich schuf für sie ebenfalls einige seiner Ballette.
Nach ihrem Rückzug von der Bühne leitete sie über viele Jahre eine Ballettschule in Meerbusch. Später verlegte sie ihren Wohnsitz nach Leipzig in die Nähe ihrer Familie. Dort erlag sie im Mai 2023 einem Schlaganfall.
Nach Ansicht des Tanzkritikers Horst Koegler gehörte Söffing zu den persönlichkeitspräsentesten und ausdrucksstärksten Tänzerinnen ihrer Generation.